# Cladolabes roxasi
Cladolabes roxasi is een zeekomkommer uit de familie Sclerodactylidae.
De wetenschappelijke naam van de soort werd in 1934 gepubliceerd door Domantay.